# Relazioni bilaterali tra Cile e Italia

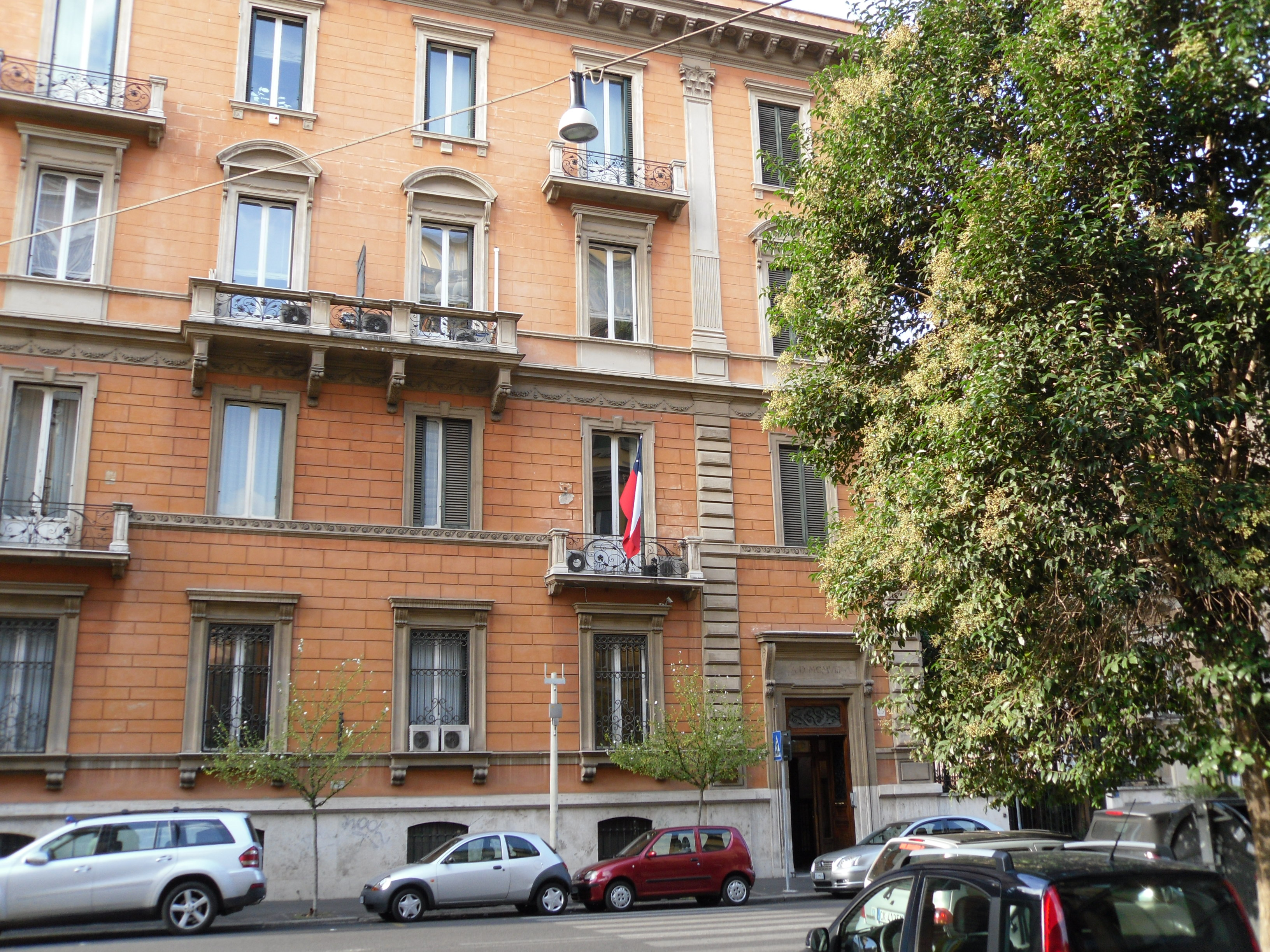
Ambasciata del Cile a Roma

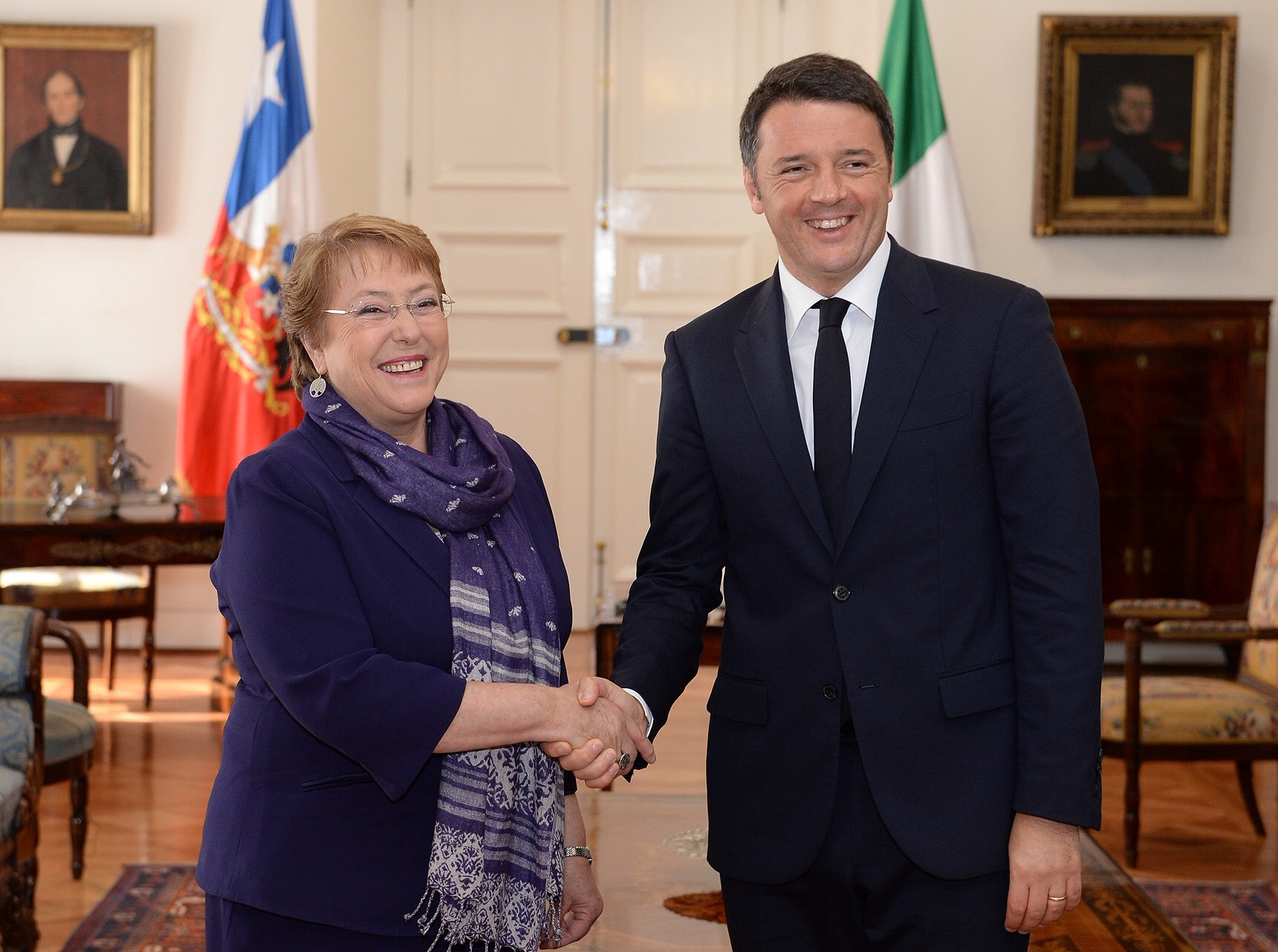
La presidentessa cilena Michelle Bachelet con il Presidente del Consiglio dei Ministri italiano Matteo Renzi nel 2015

Le relazioni bilaterali tra Cile e Italia sono le relazioni diplomatiche tra Cile ed Italia. I due paesi stabilirono relazioni diplomatiche nel 1864 dopo che il presidente cileno José Joaquín Pérez riconobbe il nuovo stato italiano.
Cile interruppe i rapporti con l'Italia (ma anche con Germania e Giappone) il 20 gennaio 1943, ma furono ristabiliti dopo la fine della seconda guerra mondiale.
Il Cile ha un'ambasciata a Roma e un consolato generale a Milano. Alla fine del 2010 una bomba è esplosa nell'ambasciata cilena, ferendo il dipendente che ha aperto il pacchetto in cui era nascosta la bomba. Un impiegato dell'ambasciata svizzera a Roma è stato ferito da un'analoga bomba nello stesso giorno. La Federazione anarchica informale ha rivendicato la responsabilità di entrambi gli attacchi.
L'Italia ha un'ambasciata a Santiago del Cile.
Entrambi i paesi sono membri a pieno titolo dell'Unione latina. Ci sono decine di migliaia di persone di origine italiana che vivono in Cile, noto anche come Italo-cileni, e uno studio recente ha stimato il loro numero a 150.000 tra cui 35.000 cittadini italiani.